# Diga di Garzan
La diga di Garzan è una diga della Turchia.